# 18.ª Divisão Panzergrenadier de Voluntários SS Horst Wessel
A 18.ª Divisão Panzergrenadier de Voluntários SS Horst Wessel foi uma divisão Panzergrenadier das Waffen-SS durante a Segunda Guerra Mundial. Foi criada na Hungria na Primavera de 1944, a partir da 1.ª Brigada de Infantaria Motorizada SS, sendo composta por alemães étnicos daquele país. O seu quartel-general ficava em Breslau.

## Composição
- 18.º Batalhão Panzer SS
- 39.º Regimento Panzer Grenadier SS
- 40.º Regimento Panzer Grenadier SS
- 18.ª Regimento de Artilharia Panzer SS
- 18.º Batalhão de Reconhecimento SS
- 18.º Batalhão Anti-tanque SS
- 18.º Batalhão de Engenharia SS
- 18.º Batalhão de Comunicações SS
- 18.º Batalhão de Defesa Anti-aérea SS
- 18.º Batalhão de Tropas de Abastecimentos SS